# مپلسویل (آلاباما)
مپلسویل (به انگلیسی: Maplesville) شهری در شهرستان چیلتون ایالت آلاباما است که مساحت آن ۸٫۵۷ کیلومتر مربع است و در سرشماری سال ۲۰۱۰ میلادی، ۷۰۸ نفر جمعیت داشته و تراکم جمعیتی آن، ۸۲٫۶۱ نفر در هر کیلومتر مربع بوده است.

## نگارخانه

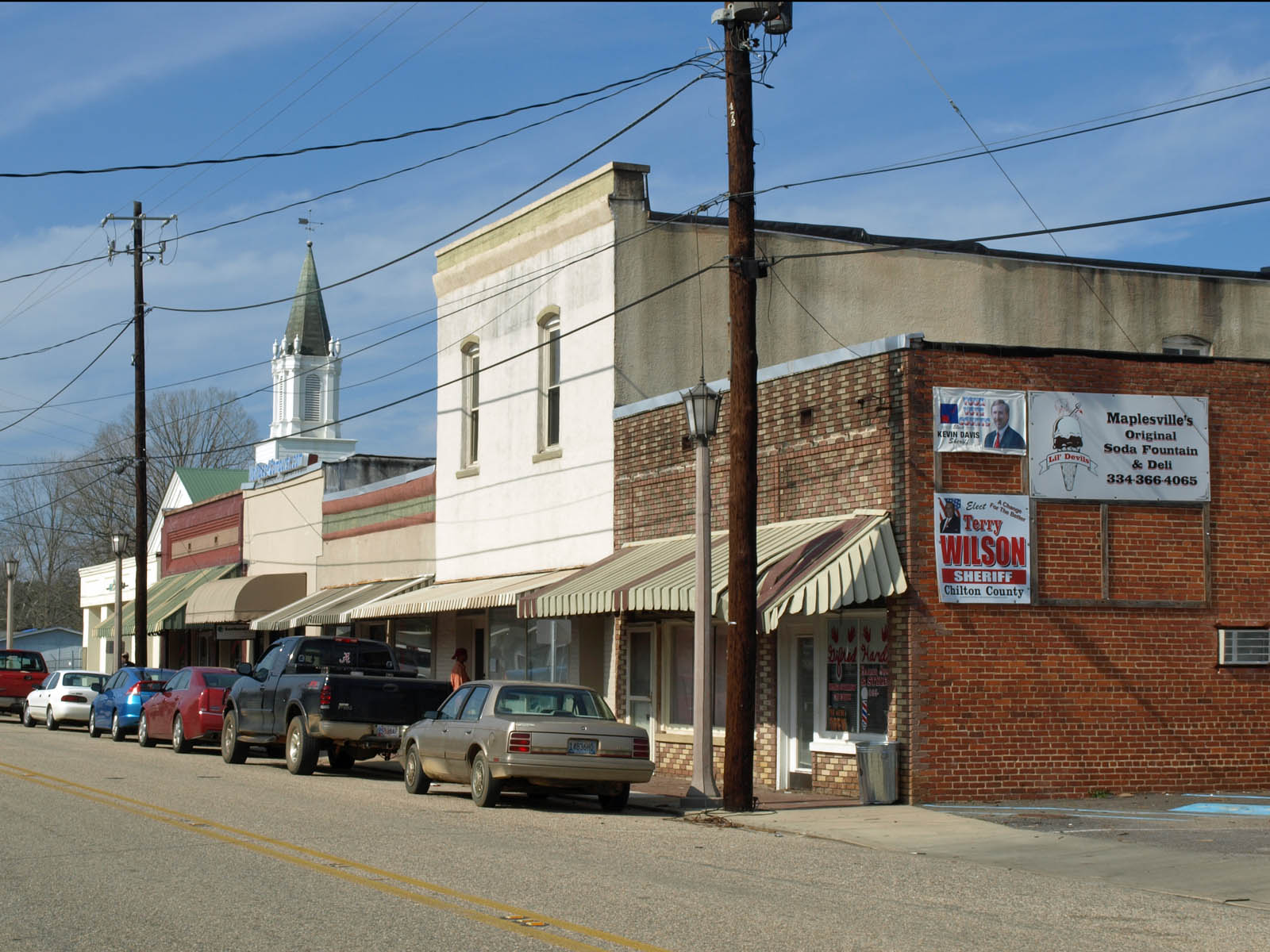
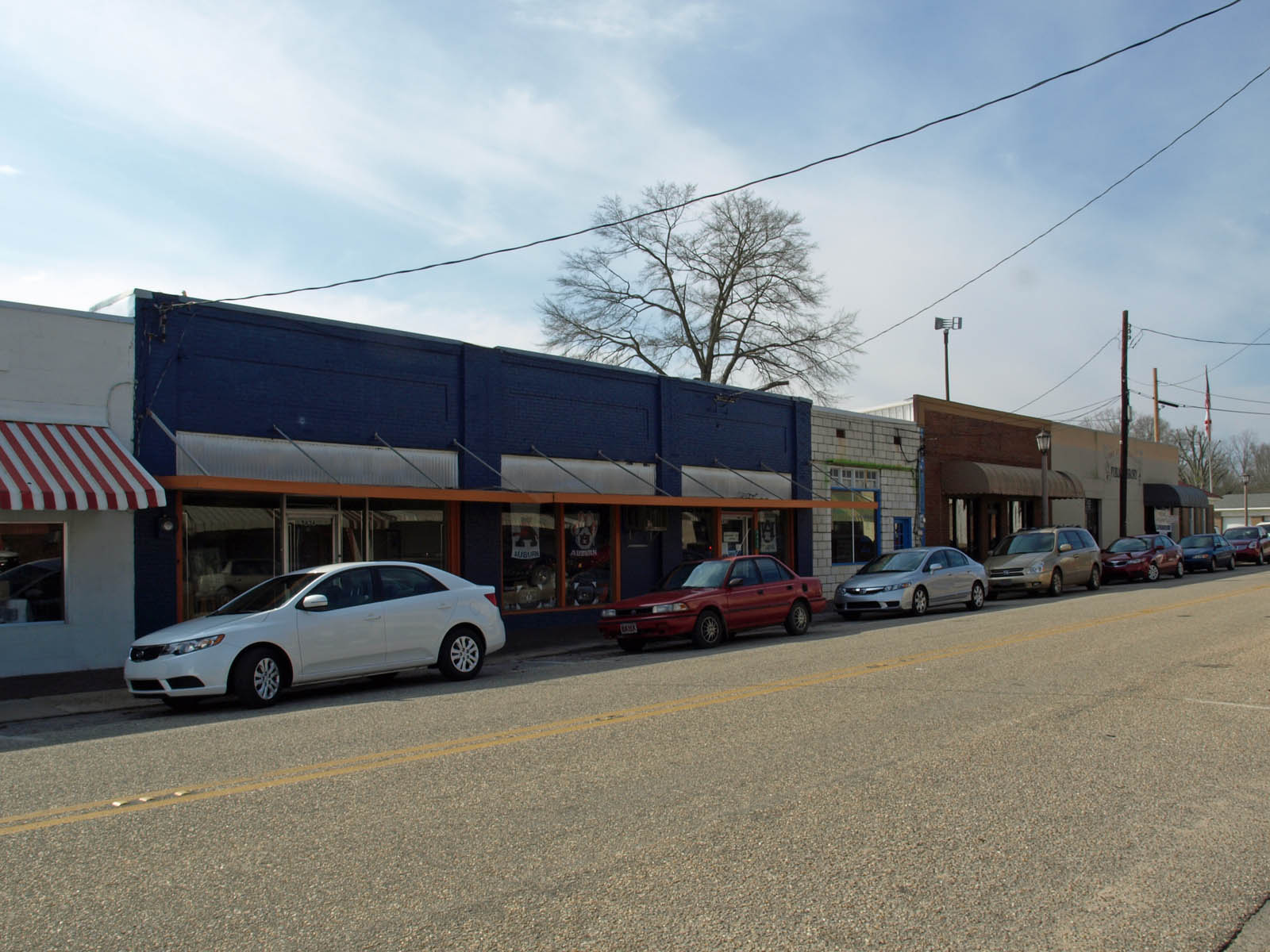
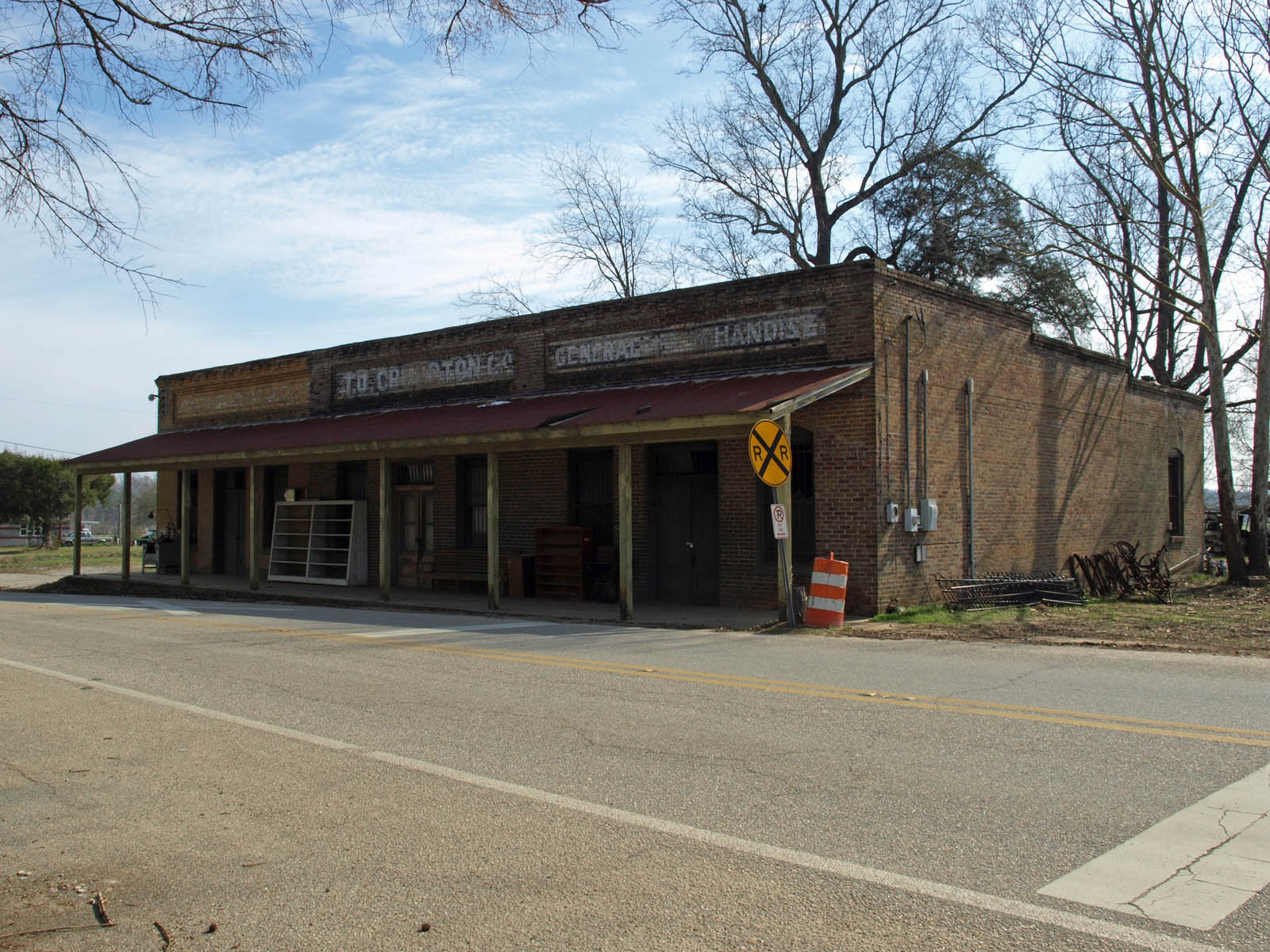
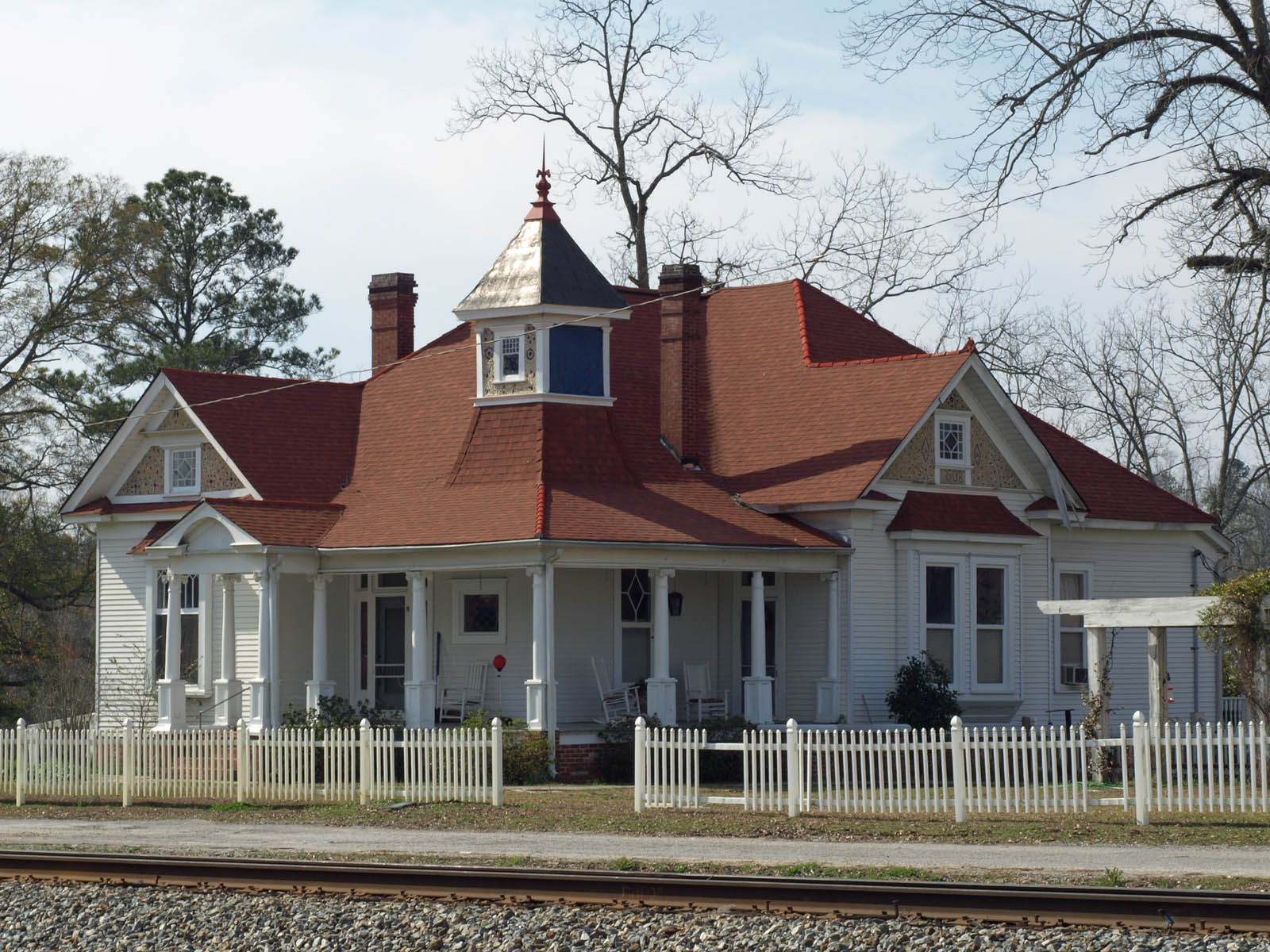
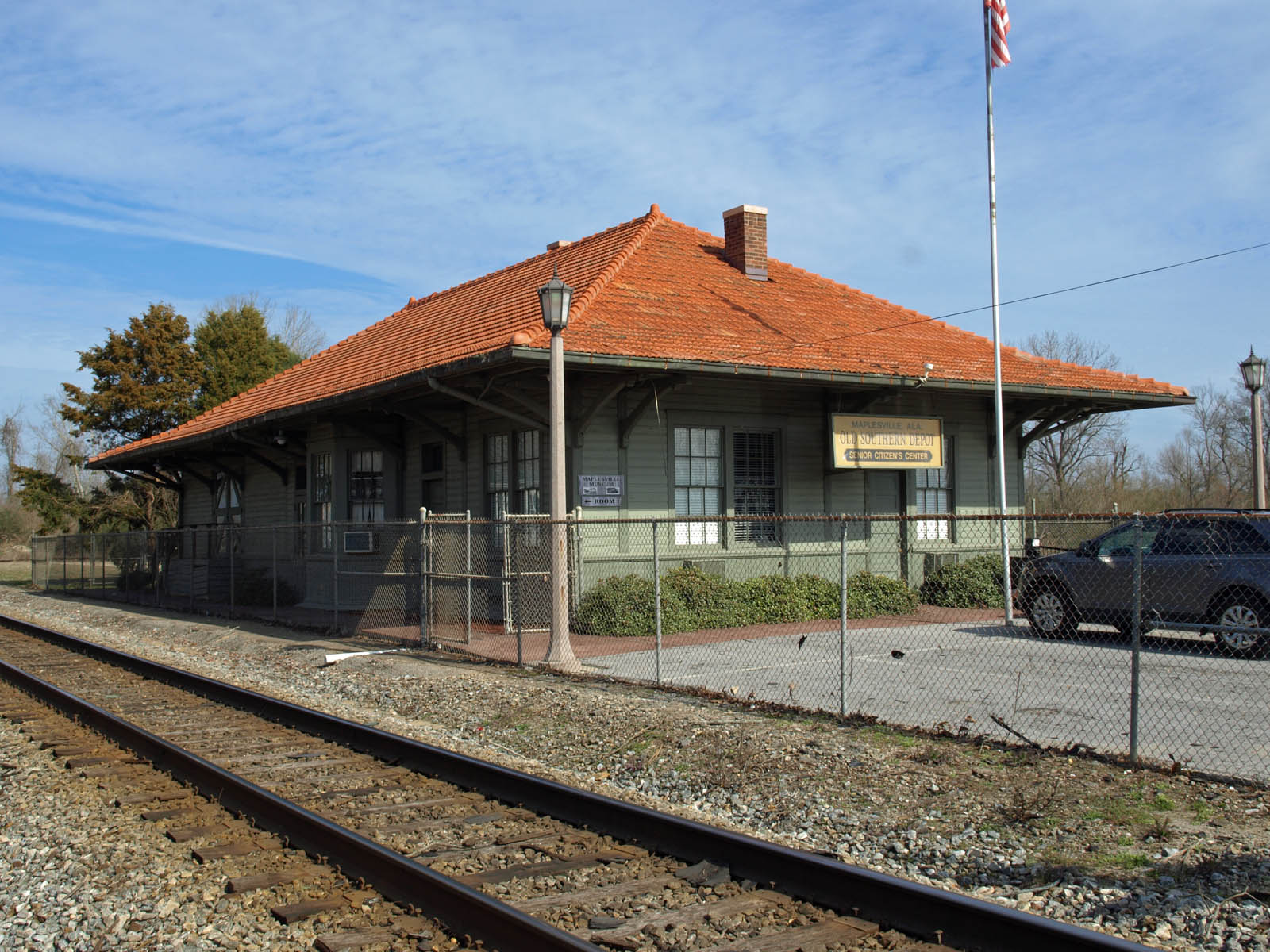
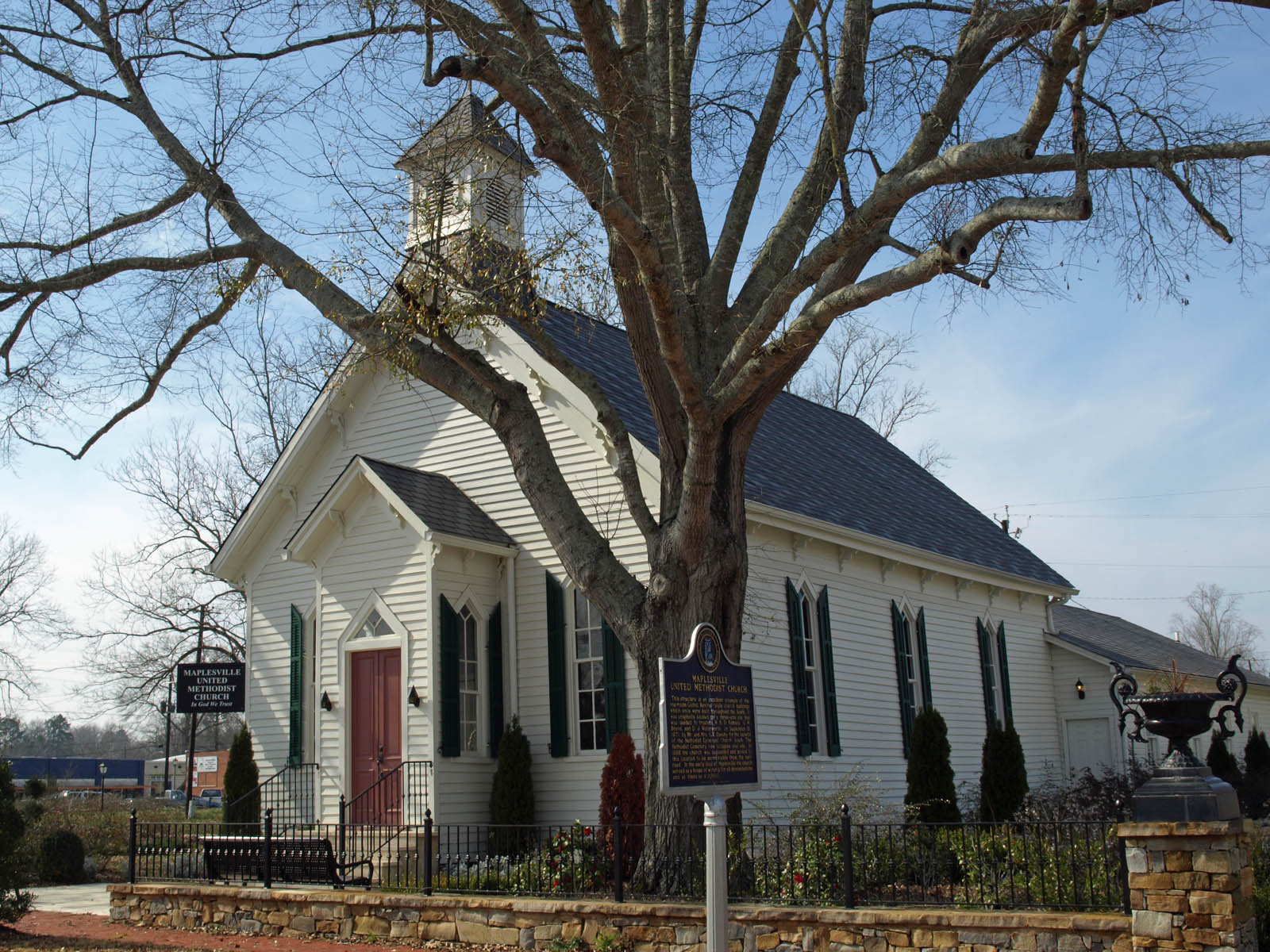